# Fabian Koch
Fabian Koch (* 24. Juni 1989 in Rum) ist ein österreichischer Fußballspieler auf der Position eines Abwehrspielers.

## Karriere

### Verein
Koch, der bereits im Alter von sechs Jahren vereinsmäßig Fußball zu spielen begann, durchlief die verschiedenen Altersstufen beim SV Natters. Nachdem die Trainer des Bundesnachwuchszentrums (BNZ) Tirol auf sein Talent aufmerksam geworden waren, kam er auch dort zum Einsatz.
Vom BNZ Tirol führte sein Weg im Sommer 2008 direkt zum FC Wacker Innsbruck, wo er vorerst für die zweite Mannschaft, die in der Tiroler Landesliga spielte, verpflichtet wurde. Dank seiner konstant guten Leistungen wurde Trainer Walter Kogler auf Koch aufmerksam, der ihn daraufhin in den Kader der Kampfmannschaft integrierte. Koch unterschrieb noch im Herbst 2008 einen Profivertrag und gab sein Profidebüt in der ersten Mannschaft am 22. November 2008 im Heimspiel gegen den FC Admira Wacker Mödling (2:2), als er in der 46. Minute für René Gsellmann eingewechselt wurde.
Mit dem FC Wacker Innsbruck wurde Koch in der Saison 2009/10 mit zwei Punkten Vorsprung auf den FC Admira Wacker Mödling Meister der zweitklassigen österreichischen Ersten Liga und stieg mit dem Team in die Bundesliga auf.
Am 25. November 2010 gab Koch seinen Wechsel in der Winterpause zum Ligarivalen FK Austria Wien bekannt.
Mit der Austria wurde er 2012/13 österreichischer Meister.
Zur Saison 2016/17 wechselte er zum SK Sturm Graz, bei dem er einen bis 2019 gültigen Vertrag erhielt. Nach 106 Bundesligaspielen für Sturm wechselte er im Jänner 2020 zum Ligakonkurrenten WSG Tirol. Nach zweieinhalb Jahren bei der WSG, in denen er 67 Mal in der Bundesliga spielte, wechselte er zur Saison 2022/23 zum viertklassigen FC Natters, bei dem er einst seine Karriere begonnen hatte.

### Nationalmannschaft
Seine internationale Karriere startete Fabian Koch am 31. März 2009 in Wiener Neudorf, als er unter Teamchef Andreas Herzog im freundschaftlichen Länderspiel der österreichischen U-21-Nationalmannschaft gegen die Schweiz (1:2) in der 46. Minute für Guido Burgstaller eingewechselt wurde. Seitdem ist Koch fester Bestandteil des österreichischen U-21-Teams und spielt in der Qualifikation zur U-21-Fußball-Europameisterschaft 2011.

## Erfolge
- 1× Tiroler Meister mit FC Wacker Innsbruck II: 2008/09
- 1× Meister der zweitklassigen Ersten Liga: 2009/10
- 1× Meister der Bundesliga: 2012/13
- 1× Österreichischer Cup-Sieger: 2018